# 锈毛棋子豆
锈毛棋子豆（学名：Cylindrokelupha balansae）为豆科棋子豆属下的一个种。

## 扩展阅读
- 維基物種上的相關：锈毛棋子豆